# 水永安
水永安（1932年—），男，浙江杭州人，中国声学家，中国物理学会饶毓泰物理奖获得者。曾任南京大学教授、博士生导师。